# 8e armée régionale (Japon)
Pour les articles homonymes, voir 8e armée.
La 8e armée régionale (第8方面軍, Dai-hachi hōmen gun) est une composante de l'armée impériale japonaise durant la guerre du Pacifique.

## Histoire
La 8e armée régionale japonaise est formée le 16 novembre 1942 au sein du groupe d'armées expéditionnaire japonais du Sud avec pour mission spécifique de s'opposer aux débarquements alliés dans les îles Salomon et en Nouvelle-Guinée. Basée à Rabaul sur l'île de Nouvelle-Bretagne, elle participe aux violents combats de la campagne des îles Salomon, de la campagne de Bougainville et de la campagne de Nouvelle-Guinée.

## Commandement
|                   | Nom                       | De              | À            |
| ----------------- | ------------------------- | --------------- | ------------ |
| Commandant        | Général Hitoshi Imamura   | 9 novembre 1942 | 15 août 1945 |
| Chef d'État-major | Major-général Rimpei Katō | 9 novembre 1942 | 15 août 1945 |